# Miagliano
Miagliano (piemontiul: Miajan) település Olaszországban, Piemont régióban, Biella megyében. Lakosainak száma 532 fő (2023. január 1.). Miagliano Sagliano Micca, Andorno Micca és Tollegno községekkel határos.

## Népesség
A település lakossága az elmúlt években az alábbi módon változott:
| Lakosok száma | 609  | 584  | 532  |
|               | 2017 | 2018 | 2023 |